# Igor Germanovich Levichev
Igor Germanovich Levichev est un botaniste russe né en 1945, spécialiste des Gagées, un genre de Liliacées.